# 正親町忠季
正親町忠季（おおぎまち ただすえ、元亨2年（1322年） - 貞治5年（1366年）2月22日）は、鎌倉時代後期から南北朝時代にかけての公卿。

## 官歴
- 嘉暦3年（1328年）：従五位下
- 元徳2年（1330年）：従五位上、侍従、左近少将
- 元徳3年（1331年）：正五位下
- 元弘4年（1334年）：従四位下
- 暦応2年（1339年）：従四位上、左近中将
- 暦応4年（1341年）：正四位下、補蔵人
- 康永元年（1342年）：参議
- 康永2年（1343年）：従三位
- 康永3年（1344年）：備中権守
- 貞和3年（1347年）：権中納言、右衛門督
- 貞和5年（1349年）：正三位
- 文和3年（1354年）：従二位
- 延文2年（1357年）：権大納言
- 延文4年（1359年）：正二位

## 系譜
- 父：正親町公蔭
- 子：正親町実綱（権中納言）

　　　      洞院実信（洞院公定の養子、権大納言）
- 孫：洞院満季（内大臣）